# Eupatiline
L'eupatiline est une flavone O-méthylée qu'on peut trouver dans les plantes de la famille des Astéracées, notamment l'Artemisia asiatica, et la Tanaisie commune (Tanacetum vulgare).

## Propriétés pharmacologiques
Elle est utilisée comme médicament comme traitement dans le cadre de troubles liés à l'hyperacidité.
Des études sur les effets diurétiques sur des extraits de tanaisie, utilisée dans la médecine traditionnelle au Maroc, montrerait que la molécule d'eupatiline serait responsable des effets vasodilatateurs de la tanaisie.
D'autres études, sur l'Artemisia asiatica Nakai, utilisée dans la médecine traditionnelle contre l'inflammation, le cancer et d'autre troubles, ont montré que l'euptiline contenue dans la plante avait la propriété de provoquer l'apoptose des cellules leucémiques promyélocytaire (HL-60), par des propriétés inhibitrices, dépendante de la concentration, sur la viabilité et la possibilité de synthèse à partir de l'ADN des cellules HL-60.